# Коробицыно (Ленинградская область)
Коробицыно (до 1948 — Пяйвиля, фин. Päivilä) — посёлок в Красносельском сельском поселении Выборгского района Ленинградской области.

## Название
Зимой 1948 года деревне Пяйвиля было присвоено наименование Среднегорье. Через полгода это название было изменено на Коробицино с обоснованием: «в честь героя пограничника Коробицына А. И., погибшего в 1927 году во время охраны госграницы».
Переименование было закреплено указом Президиума ВС РСФСР от 1 октября 1948 года.

## История

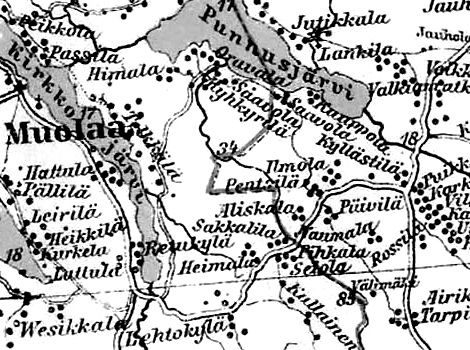
Деревня Пяйвиля на финской карте 1923 года

До 1939 года деревня Пяйвиля входила в состав волости Валкъярви, она находилась близ границы с волостью Муолаа Выборгской губернии Финляндской республики. 
С 1 мая 1940 года по 30 сентября 1948 года — в составе Пяйвильского сельсовета Раутовского района.
С 1 августа 1941 года по 31 мая 1944 года — финская оккупация. 
С 1 октября 1948 года деревня Пяйвиля учитывается административными данными как посёлок Коробицыно в составе Коробицинского сельсовета Сосновского района.
С 1 июня 1954 года — в составе Мичуринского сельсовета.
С 1 декабря 1960 года — в составе Коробицинского сельсовета Рощинского района.
В 1961 году население посёлка составляло 355 человек.
С 1 февраля 1963 года — в составе Выборгского района.
Согласно данным 1966 года посёлок Коробицыно входил в состав Коробицынского сельсовета и являлся его административным центром.
Согласно данным 1973 и 1990 годов посёлок Коробицыно входил в состав Красносельского сельсовета.
В 1997 году в посёлке Коробицыно Красносельской волости проживали 1229 человек, в 2002 году — 1193 человек (русские — 90 %).
В 2007 году в посёлке Коробицыно Красносельского СП проживали 1272 человека, в 2010 году — 1365 человек.

## География
Посёлок расположен в восточной части района на автодороге 41К-017 (Пески — Сосново — Подгорье).
Расстояние до административного центра поселения — 25 км. Расстояние до районного центра — 66 км. 
Расстояние до железнодорожной станции Сосново — 45 км. 
К западу от посёлка протекает ручей Говорливый.

## Демография
| 2007 | 2010  | 2017  | 2021  |
| ---- | ----- | ----- | ----- |
| 1272 | ↗1365 | ↗1416 | ↗1521 |

## Улицы
1-й Говорливый проезд, 1-й Тенистый проезд, 2-й Говорливый проезд, 2-й Тенистый проезд, 3-й Говорливый проезд, 3-й Тенистый проезд, 4-й Говорливый проезд, 5-й Говорливый проезд, Гранитная, Дачная, Лебединая, Лесная, Луговая, Лунная, Майская, Медовая, Молодёжная, Новосёлов, Объездная, Озёрная, Олимпийская, Победовская, Прямая, Птичья, Ручейная, Светлая, Сиреневая, Солнечная, Строителей, Тенистая, Фабричная, Центральная, Церковный переулок.